# El dandi
El dandi (título original en inglés, The Corinthian) es una novela romántica histórica de la Regencia escrita por Georgette Heyer, publicada por vez primera en 1940 por Heinemann en el Reino Unido. La historia se ambienta en 1812/1813, pues el personaje de Cedric Brandon dice que Sir Richard le comprará una plaza militar para ir a la Península.

## Resumen de la trama
La familia obliga a Sir Richard Wyndham, un perfecto dandi deportista (Corinthian), a casarse; quieren que tenga un heredero. Deprimido por la vida que le espera, a pesar de todo acepta el plan. La noche antes de proponer matrimonio a la persona elegida por su familia, por casualidad conoce a Penelope Creed, una joven vestida de chico, que cuelga impotente de una ventana en un piso superior. Es una huérfana rica que está huyendo de su propio matrimonio no querido. Los dos se alían, dejan Londres en busca del enamorado de infancia de la señorita Creed, y se encuentran al final en medio de un peligroso juego de misterio, robo y asesinato.

## Personajes
- Richard/Beau Wyndham también conocido como señor Brown – Con veintinueve años de edad, es extremadamente rico, un tíder de la sociedad, y un acabado deportista, viviendo en St. James's Square. Es miembro de White's y un árbitro de la moda, con sus ropas confeccionadas por y sus botas por Hoby. Su pañuelo de cuello está atado conforme a un diseño propio, la «caída Wyndham», un estilo muy copiado por sus admiradores. Sigue soltero porque está convencido de que las potenciales novias solo lo van a querer por su dinero. En un momento de borrachera, insiste en acompañar a Pen Creed a la casa de su infancia. Al hacer eso, evita el compromiso con Melissa Brandon, cuya familia confía en él para ayudarles en sus dificultades financieras.

- Penelope (Pen) Creed conocida como Penn Brown, Penn Wyndham – Huérfana desde los doce años de edad, a Pen la enviaron a vivir a Londres con la familia de su tío, los Griffin. A los diecisiete años de edad, y «maldecida» por una gran fortuna, a Pen la presionan su tía la señora Griffin, para que se case con su hijo Frederick. Para evitar tal destino, decide huir en busca de Piers Luttrell, su enamorado de la infancia, en Somerset, donde ella tiene su propia finca. En su desesperación por escapar acepta que Sir Richard Wyndham la acompañe en sus viajes. Pen es una joven muy hermosa, alta y delgada, con cabello dorado y ojos color aciano.

- George, Lord Trevor – George es un hombre rotundo en la treintena, con una desafortunada inclinación por la ropa extravagante y a la moda. Es amigo y cuñado de Richard Wyndham y protesta (sin éxito) porque considera que Richard no debería casarse con Melissa «el iceberg» Brandon. Tiene una finca en Berkshire, así como una casa en Londres.

- Louisa, Lady Trevor – Hermana de Richard y esposa de George. Una bella mujer de treinta y un años, muy resuelta, y con cierto humor. Tiene un niño pequeño. Gobierna a su marido con mano de hierro, y junto con su madre hace todos los esfuerzos del mundo para asegurar que su hermano Richard se case y siente la cabeza.

- Aurelia, Lady Wyndham – Madre de Richard y Louisa, una viuda rica desde hace diez años, que vive en una casa encantadora en Clarges St. Lady Wyndham es una mujer decidida que usa su aparentemente delicado estado de salud para salirse con la suya. Una belleza en su juventud, su atractivo se ha atenuado, pero como su hija, tiene un gusto excelente a la hora de vestir. Su principal propósito en la vida es ver a su hijo Richard respetablemente casado, preferentemente con Melissa Brandon.

- Melissa Brandon – La hija mayor de Lord y Lady Saar. Una mujer joven y bella, pero orgullosa y fría de corazón. Está deseando comprometerse con Sir Richard Wyndham para salvar a su familia de la ruina financiera. No cree en el amor para gente de su tipo, y se la describe como un iceberg.

- Beverley Brandon – Hermano de Melissa, un jugador y holgazán, con una mala reputación. A pesar de que sus deudas las ha pagado Sir Richard Wyndham en el pasado, otra vez ha contraído deudas. No duda en recurrir al robo y el chantaje para salvarse de la ruina financiera. Desafortunadamente, sus cómplices descubren que están intentando traicionarlos, con terribles consecuencias.

- Cedric Brandon – El otro hermano de Melissa, el hijo mayor de Lord y Lady Saar. Un joven caballero algo canalla de hábitos lamentables, y un desastroso encanto en sus modales. Aconseja a Richard que no se case con su hermana Melissa, y estaría muy contento de permitir que Richard le compre un cargo en el ejército, cuando esté sobrio. Sin embargo, solo está sobrio seis horas al día. Recurre a los Bow Street Runners cuando roban los diamantes de la familia.

(El nombre Cedric es uno de los raros errores históricos de Heyer, pues lo usó por vez primera Sir Walter Scott en la novela Ivanhoe, publicada en 1820 — bastante después de la época en que se ambienta este libro — confundido por el auténtico nombre sajón Cerdic.)
- Lord Saar – Cabeza de la familia Brandon, de mala fama, vive en Brook St. y se encuentra muy endeudado, confía en que su hija Melissa se case con Sir Richard Wyndham para recuperar la fortuna de la familia. Le da al brandy a la vista de su inminente ruina.

- Frederick Griffin – Primo de Penelope Creed. Un joven con cara de pez y boca húmeda, importunado por su madre para que se case con Pen Creed.

- Piers Luttrell – Amigo de la infancia de Penelope Creed, en secreto se ha comprometido con Lydia Daubenay. Tiene veintiún años de edad, y se lo describe como un hombre de cara agradable, un buen par de hombros y maneras fáciles y abiertas. Coincidió en Oxford con Beverley Brandon, y Beverley pasa algún tiempo en su casa. Descubre un cuerpo en los bosques conde él había organizado un encuentro con Lydia Daubenay. Pen Creed cree que está comprometida con Piers y huye en busca de él.

- Lydia Daubenay – Una damisela bastante tonta comprometida en secreto con Piers Luttrell. Es una muchacha hermosa, de unos diecisiete años, pequeña, regordeta y de cabello castaño. En un esfuerzo por esconder su compromiso, y sus encuentros, con Piers Luttrell pretende que Pen Creed (en su disfraz de chico) es su pretendiente. Lydia se desmaya después de ser testigo de un crimen, para gran disgusto de Pen.

- Jimmy Yarde – Ladrón que Sir Richard Wyndham y Pen Creed conocen en sus viajes. Está implicado en el robo de los diamantes Brandon.

- Horace Trimble – Ladrón conchavado con Beverley Brandon y Jimmy Yarde. Su rango militar es, probablemente, falso. Lydia Daubenay es testigo de que comete un crimen, en un bosquecillo cercano a Queen Charlton. Posteriormente los Bow Street Runners lo arrestarán en Bristol.